# William Henry Pickering

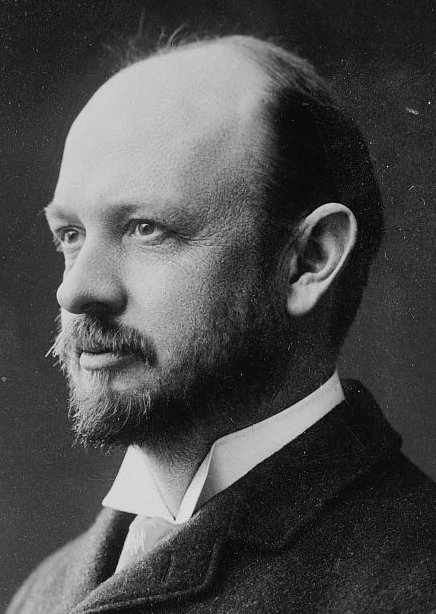
William Henry Pickering w 1909

William Henry Pickering (ur. 15 lutego 1858 w Bostonie, zm. 17 stycznia 1938 w Mandeville, Jamajka) – amerykański astronom, brat Edwarda Charlesa Pickeringa. Odkrywca księżyca Saturna Febe w 1899.

## Prace
Febe odkrył na podstawie zdjęć wykonanych w 1898. Zauważył, że okrąża ona Saturna w kierunku przeciwnym niż pozostałe księżyce. W 1905 ogłosił odkrycie 10. księżyca Saturna – Temidy, na podstawie zdjęć z poprzedniego roku. Jak się później okazało, pomylił się. Dziesiąty księżyc (Janus), odkryty w 1966, najprawdopodobniej nie jest tym samym obiektem, ponieważ jego orbita znajduje się wewnątrz wszystkich księżyców Saturna, podczas gdy Temida miała leżeć pomiędzy Tytanem i Hyperionem.
Opierając się na teorii George’a Darwina zasugerował w 1907, że Księżyc powstał z fragmentu oderwanego od naszej planety w rejonie Pacyfiku. Spekulował też, że niegdyś istniał na Ziemi jeden kontynent, który rozpadł się po powstaniu Księżyca.
Obserwował całkowite zaćmienia Słońca oraz badał kratery na Księżycu. Obserwując krater o nazwie Eratostenes ogłosił, że nieregularne zmiany w jego wyglądzie można wyjaśnić istnieniem tam przemieszczających się rojów owadów. Twierdził, że zaobserwował na Księżycu roślinność.
W 1919 przewidział istnienie i orbitę nowej planety Układu Słonecznego, opierając się na anomaliach ruchu orbitalnego Urana i Neptuna. Obserwacje prowadzone w Mount Wilson Observatory nie dowiodły jednak jej istnienia. Pluton został odkryty w 1930 przez Clyde’a Tombaugha. Jednakże wiadomo dziś, że masa tego obiektu jest zbyt mała, aby znacząco zaburzyć ruch takich planet jak Uran i Neptun. Po odkryciu Plutona, Pickering zinterpretował symbol nadany planecie jako odniesienie do siebie (litera P) oraz Lowella (litera L).
Pickering uczestniczył w konstrukcji i otwarciu kilku obserwatoriów w szczególności Obserwatorium Lowella w Arizonie w USA. W późniejszym okresie spędził dużo czasu w swoim prywatnym obserwatorium na Jamajce. Wydał fotograficzny atlas Księżyca.

## Nagrody i upamiętnienie
W 1909 roku przyznano mu nagrodę Prix Jules-Janssen.
W uznaniu zasług braci Wiliama i Edwarda Pickeringów nazwane zostały:
- planetoida (784) Pickeringia[6]
- krater Pickering na Księżycu[7]
- krater Pickering na Marsie[8]

### Nekrologi
- JRASC 32 (1938) 157 (jeden rozdział) (ang.)
- MNRAS 99 (1939) 328 (ang.)
- PASP 50 (1938) 122 (ang.)